# Thomas Merker
Thomas Merker (* 8. Mai 1958 in Hamburg) ist ein deutscher Kameramann.

## Leben
Thomas Merker belegte mehrere Fotokurse in Porträt-, Landschafts- und Konzertfotografie an der Hamburger Fotoschule. Von 1978 bis 1985 studierte er an der Hochschule für Fernsehen und Film München. Er arbeitete während dieser Zeit mit Kameramännern wie Helge Weindler und Ennio Guarnieri zusammen. Mit dem von Oliver Hirschbiegel inszenierten Fernsehfilm Das Go! Projekt debütierte Merker 1986 als Kameramann für einen Langspielfilm. Er konnte sich als Kameramann etablieren und drehte seitdem Kino- und Fernsehfilme wie Das Miststück, Schöne Frauen und Ein unverbesserlicher Dickkopf. Für seine Arbeit an Der Solist – Kein Weg zurück wurde er bei der Verleihung des Deutschen Fernsehpreises 2000 für die Beste Kamera nominiert.

## Filmografie (Auswahl)
- 1986–1992: Auf Achse (Fernsehserie, 20 Folgen)
- 1986: Das Go! Projekt
- 1990: Ewald – Rund um die Uhr
- 1992–1993: Vera Wesskamp (Fernsehserie, 20 Folgen)
- 1997: Tatort: Liebe, Sex und Tod
- 1998: Das Miststück
- 1998–2002:  Rosa Roth (Fernsehserie)
  - 1998: Jerusalem oder die Reise in den Tod
  - 1999: Wintersaat
  - 1999: Die Retterin
  - 2000: Küsse und Bisse
  - 2001: Täusche deinen Nächsten wie dich selbst
  - 2002: Die Abrechnung
- 1998: Sieben Monde
- 1999: Der Solist – Kein Weg zurück
- 2000: Eine Hand schmiert die andere
- 2004: Der Landarzt (Fernsehserie, fünf Folgen)
- 2004: Schöne Frauen
- 2005: Vanessa Kramer und der rote Skorpion
- 2007: Ein unverbesserlicher Dickkopf
- 2007: Grüß Gott, Herr Anwalt
- 2008: Wieder daheim
- 2011: Tatort: Jagdzeit
- 2015: In aller Freundschaft – Die jungen Ärzte (Fernsehserie, 3 Folgen)